# Biskop Absalons ryttarstaty
Biskop Absalons ryttarstaty är en dansk ryttarskulptur av Vilhelm Bissen. Den restes 1902 av Köpenhamns kommun på Højbro Plads i Indre By i Köpenhamn. 
Biskop Absalon var Köpenhamns grundare. Beslutet om en staty togs i samband med 700-årsjubileet av Absalons död 1901. Konstnären Vilhelm Bissen utvaldes att skapa själva statyn och Martin Nyrop sockeln och fundamentet i söndrumsgnejs och röd tegelsten.
På sockelns framsida står: 1128 ABSALON 1201. Runt om sockeln finns överst ett textband med inhuggen reliefskrift i versaler på tre sidor: Han var modig snild, of fremsynet / en ynder av lærdom / med ren vilje Danmarks trofaste søn.
Sockeln är dekorerad med vikingaslingor samt simmande sill med hänvisning till Öresunds rikedom och roll som intäktskälla för staden Havn, som Köpenhamn då hette. Dessutom finns en vapensköld i terrakotta med ett 
kors och två nycklar till himlen med hänvisning till Absalons verk som biskop i Roskilde.
Biskop Absalon är placerad så att han på sin häst skådar över Christiansborg på Slotsholmen, som är maktens centrum i Danmark. Han rider i hjälm och ringbrynja och med en stridsyxa i ena handen på en stegrande häst och skildras som stark och modig, överblickande den stad som han grundlade. Huvudet och överkroppen är vridna bortemot 90 grader åt höger, så att hans blick vänds mot Köpenhamns rådhus långt bort.

## Bildgalleri

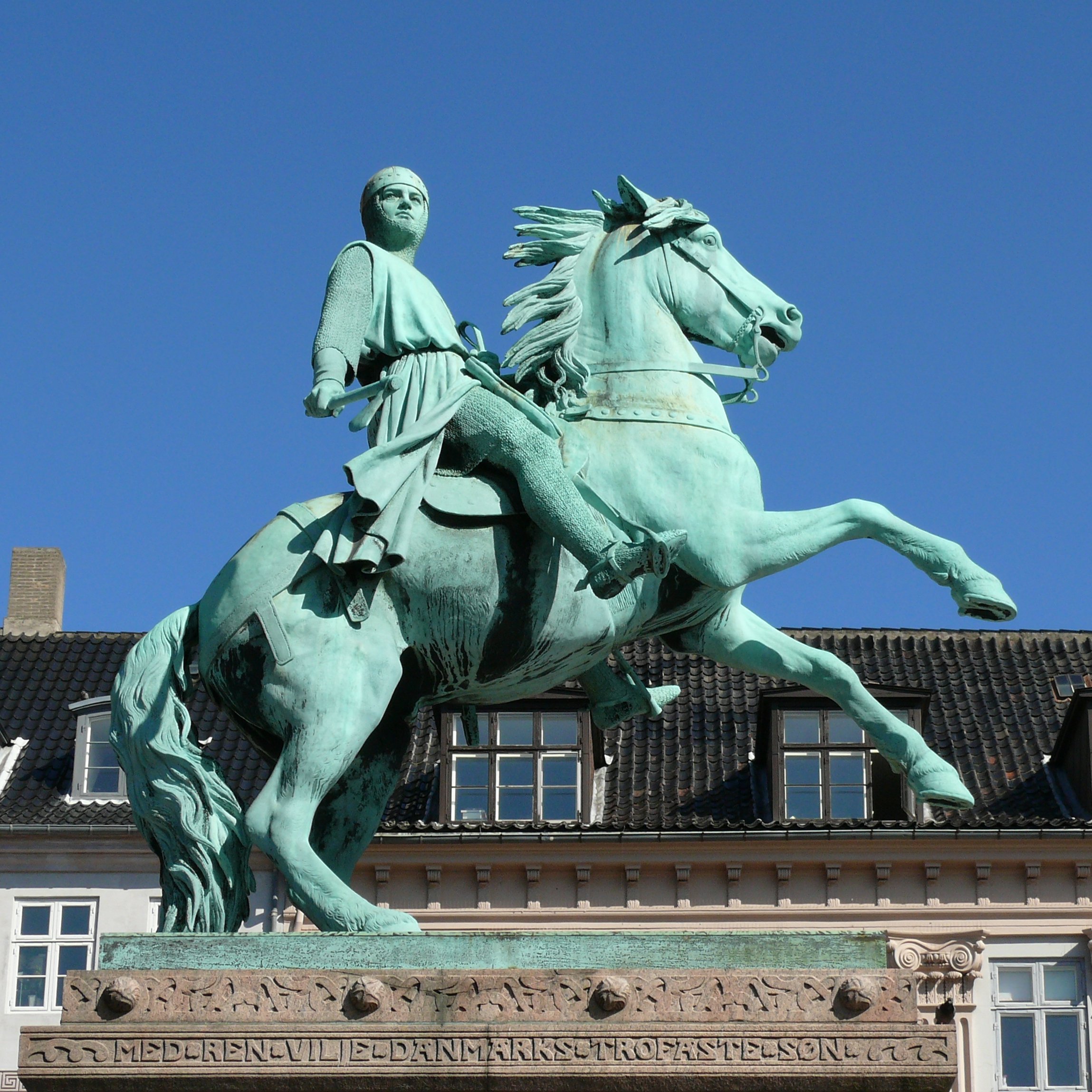
Kroppspose
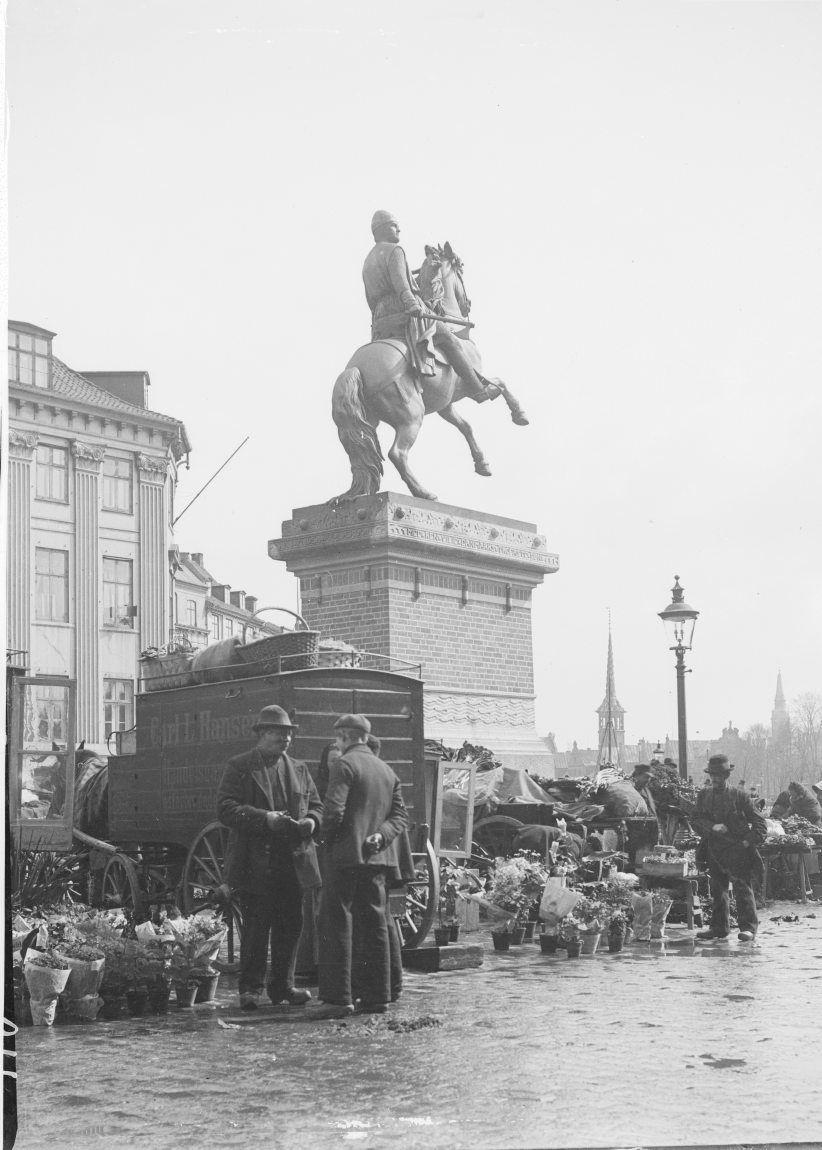
Statyn på 1900-talet
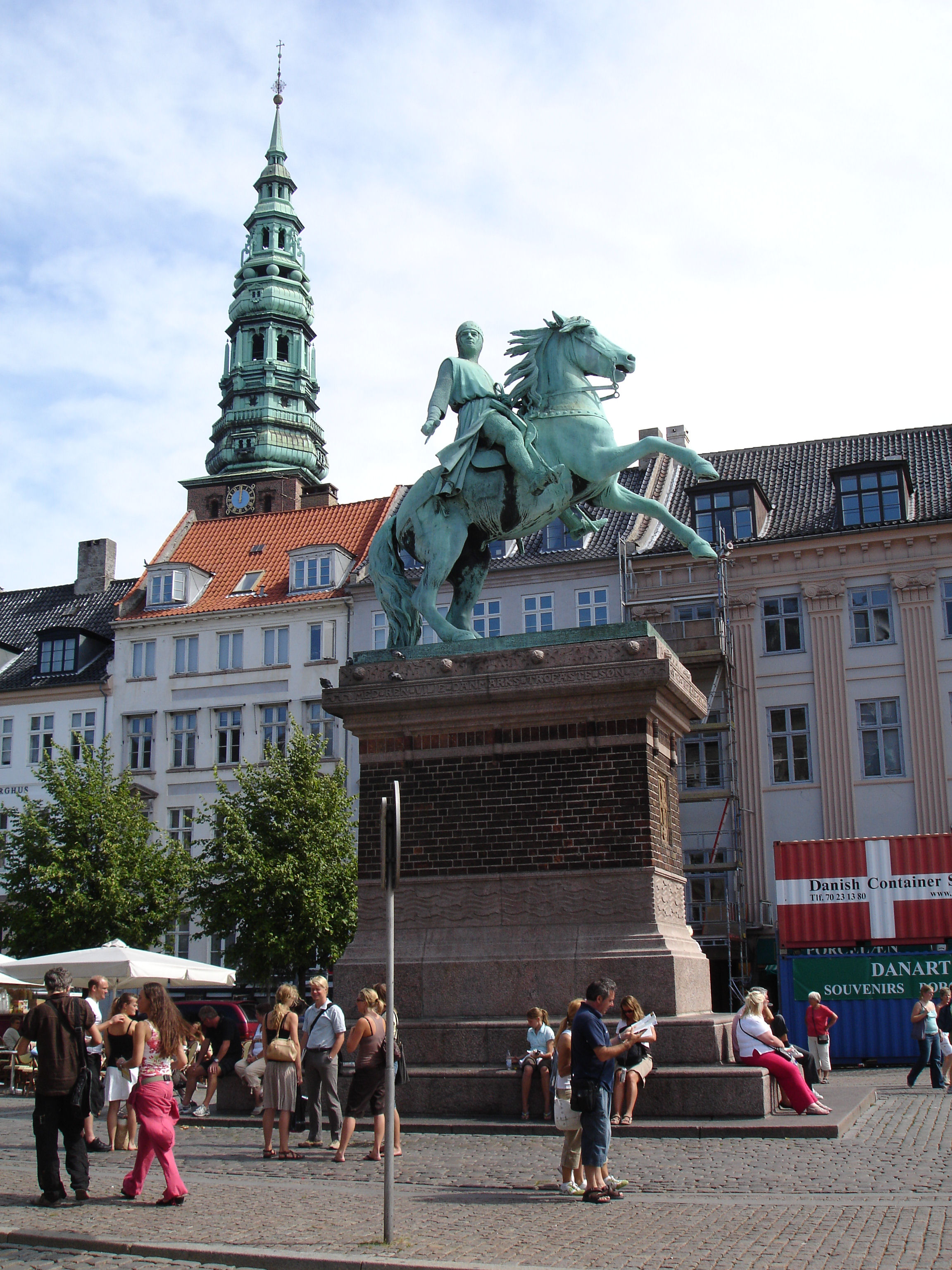
Placering på Højbro Plads med Sankt Nikolaj Kirke i bakgrunden
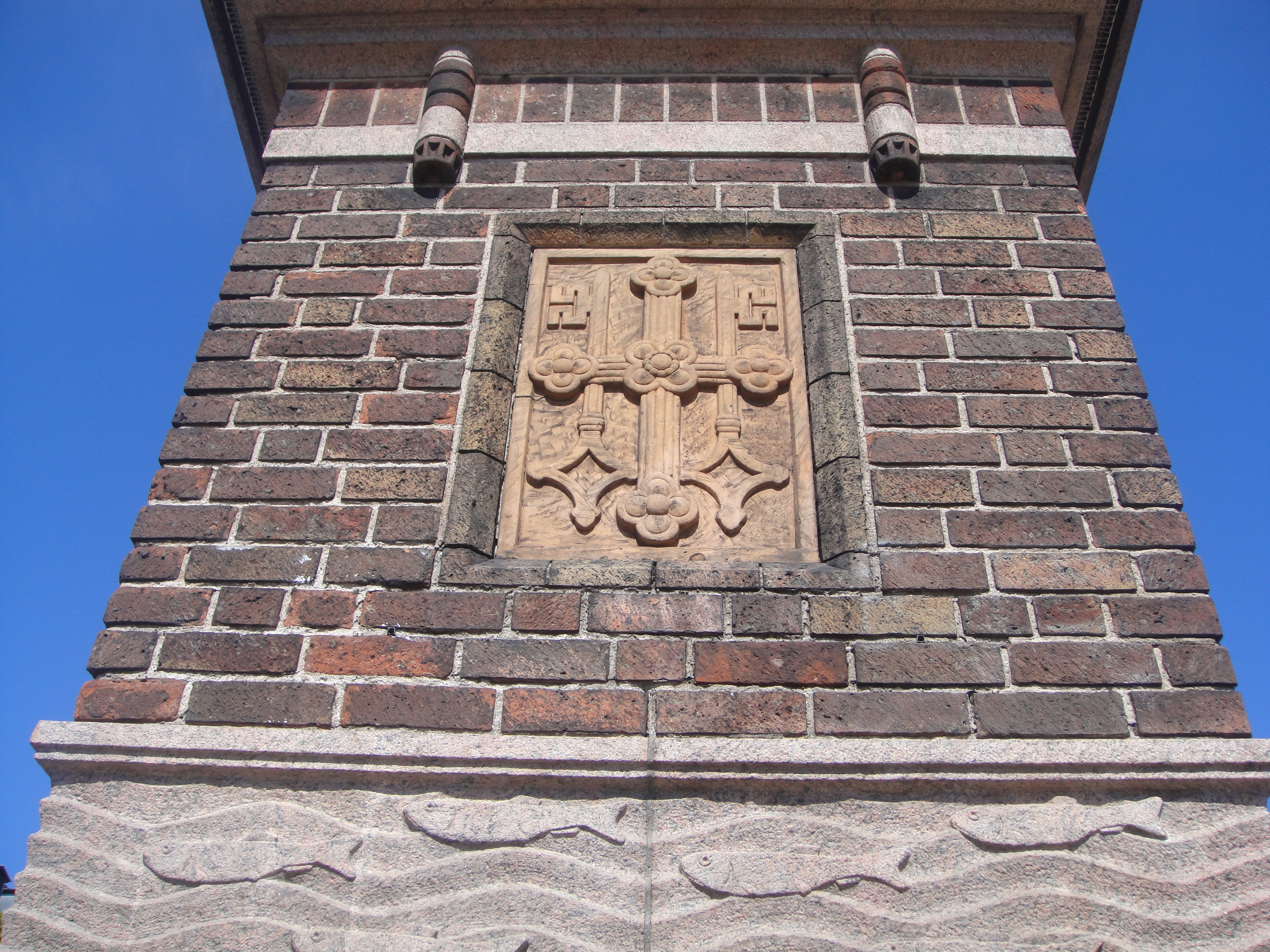
Bildmotiv på sockelns framsida